# Ghida Talal
La princesa Ghida Talal de Jordania, nacida Ghida Salaam (Beirut, Líbano,11 de julio de 1963) es la presidenta del consejo de administración de la Fundación y Centro contra el Cáncer Rey Hussein (KHCF/KHCC), con sede en Amán, Jordania. Proveniente de una familia políticamente prominente en el Líbano, está casada con el príncipe Talal bin Muhammad de Jordania, sobrino del rey Hussein bin Talal y descendiente directo de 41.ª generación del profeta islámico Mahoma.

## Biografía
Ghida Talal es la mayor de cuatro hermanos, su bisabuelo Salim Ali Salam fue una figura política destacada en Beirut a principios del siglo XX y ocupó numerosos cargos públicos, incluido el de diputado de Beirut al Parlamento otomano. Su tío abuelo Saeb Salam fue primer ministro del Líbano varias veces.  
Asistió al College Protestant Francais en Beirut y se graduó en el bachillerato francés y en el libanés. Después, comenzó su educación universitaria en Estados Unidos. Se graduó conjuntamente de licenciatura y maestría con honores magna cum laude en política y economía internacional, de la Escuela de Servicio Exterior Edmund A. Walsh de la Universidad de Georgetown en Washington D. C.. Después de la universidad, comenzó una carrera en periodismo, trabajando como investigadora para la American Broadcasting Company (ABC) News en Londres. Luego, se mudó a Argentina como corresponsal del periódico Sunday Times, con sede en Londres. Regresó después a Beirut, donde cubrió la política libanesa para Reuters. Su último trabajo como periodista fue en el Financial Times de Londres.

### Boda con el príncipe Talal Bin Muhammad
En 1991, la princesa Ghida se mudó a Jordania cuando se casó con el príncipe Talal Bin Muhammad. El difunto rey Hussein le pidió que estableciera la Oficina de Prensa Internacional de la Corte Real Hachemita y ella se convirtió en Secretaria de Prensa del Rey. Supervisó todas las actividades de prensa del Rey, dirigiendo un equipo de escritores y responsables de prensa que cubrían las actividades oficiales del Rey. Además, también dirigió proyectos de investigación y produjo numerosas publicaciones políticas y económicas sobre Jordania. Hasta la muerte del rey Hussein en 1999, trabajó como secretaria de prensa.
En 2001, el rey Abdullah II nombró a la princesa Ghida presidenta de tiempo completo del consejo de administración de la Fundación contra el Cáncer Rey Hussein El Centro Oncológico Rey Hussein (KHCC) es uno de los centros oncológicos integrales más destacados de Oriente Medio, tratando a más de 4.000 nuevos pacientes con cáncer cada año entre adultos y pediátricos, en Jordania y la región. Está equipado con equipos y servicios médicos de última generación, incluidos 8 quirófanos y 170 camas. Alberga 18 unidades de cuidados intensivos, incluidas 6 UCI especializadas en atención pediátrica. Bajo el liderazgo de la Princesa Ghida, KHCF celebró acuerdos y asociaciones con el Centro Oncológico MD Anderson de la Universidad de Texas, el Instituto Nacional del Cáncer (NCI) de los Institutos Nacionales de Salud (NIH), el Hospital de Investigación Infantil St. Jude, Centro Oncológico Lombardi de la Universidad de Georgetown  y Susan G. Komen for the Cure.
En 2007, desempeñó un papel vital en el Proyecto de Rescate de Académicos de Irak, un Instituto de Educación Internacional (IIE), cuyo objetivo era rescatar a académicos de Irak que estaban siendo perseguidos. Así mismo, ayudó a encontrarles refugios seguros en universidades anfitrionas de Europa, Estados Unidos y Oriente Medio, en particular Jordania, hasta que pudieran regresar sanos y salvos a su país de origen. En 2008 recibió el Premio Humanitario a la Cooperación Internacional del IIE.
En septiembre de 2011 el rey Abdullah II nombró a la princesa Ghida para representar a Jordania como su enviada especial en la Reunión de Alto Nivel de la Asamblea General de las Naciones Unidas sobre enfermedades no transmisibles (ENT), celebrada en Nueva York.
Con motivo del Día de la Independencia de Jordania, el 25 de mayo de 2012, el Centro y Fundación contra el Cáncer Rey Hussein recibió la Medalla de la Independencia del Reino, en reconocimiento a su labor en la lucha contra el cáncer y por proporcionar tratamientos que salvan vidas a pacientes con cáncer en Jordania y la región.
La princesa Ghida tiene una página pública en Facebook dedicada a la sensibilización sobre la lucha contra el cáncer y una cuenta en Twitter.

## Trayectoria

### Formación
- 1986 – Universidad de Georgetown ( Washington D. C. ) Programa de titulación conjunta de cinco años BSFS/MSFS Maestría en Ciencias en Servicio Exterior, magna cum laude (altos honores) Licenciatura en Ciencias en Servicio Exterior, magna cum laude (altos honores) área de concentración: política y economía internacionales, estudios de seguridad nacional
- 1981 – College Protestant Francais (Beirut, Líbano)

### Como corresponsal e investigadora
- En verano de 1988 Corresponsal de Reuters Ltd, Beirut, Líbano. Informó sobre la caída del campo de refugiados de Burj al Barajneh, los atentados con coches bomba, los combates entre chiitas y la crisis de los rehenes. Cubrió las elecciones presidenciales libanesas de 1989. Escribió artículos políticos, reportajes, análisis de noticias y perfiles políticos.
- 1987 – 1988 ABC News, Londres, Reino Unido investigadora. Respaldo a corresponsales y productores. Entrevistas realizadas, conferencias de prensa cubiertas, comentarios locutores para noticieros y documentales. Colaboración en la edición de noticias.

### Miembro
- Desde febrero de 2013 de la junta directiva del Instituto de Educación Internacional.
- Desde octubre de 2011 de la Universidad de Georgetown en la Junta directiva de Washington D. C. Maestría en Ciencias en Servicio Exterior.
- Octubre de 2003 – Octubre de 2009 de la Universidad de Georgetown en la Junta de regentes de Washington D. C.
- Desde 2007 en el Scholar Rescue Fund, Instituto de Educación Internacional de Nueva York.
- Desde octubre de 2005 en la Galería Nacional de Bellas Artes de Amán, Jordania.[14]
- Desde octubre de 1997 en la Federación Nacional de Natación de Jordania (presidenta honoraria).[15]

## Premios y reconocimientos

### Nacionales
- Ene. 2022 - Gran Cordón de la Orden del Centenario[16]
- Mayo de 2012 – Medalla de la Independencia de Primera Clase, entregada por SM el Rey Abdullah II en reconocimiento al gran trabajo realizado por la Fundación y Centro contra el Cáncer Rey Hussein.
- Septiembre de 2008 – Premio Humanitario presentado por el Instituto de Educación Internacional (IIE), Nueva York
- Octubre de 2007 – Premio CCBF Breakthrough Spirit – presentado por Children's Cancer and Blood Foundation, Nueva York
- Septiembre de 2006 – Dama Gran Cordón de la Orden de la Estrella de Jordania.
- Octubre de 1995 – Dama Gran Cordón de la Orden de la Independencia.

### Internacionales
- Líbano: Oficial de la Orden del Mérito.[17]
- Noruega: Dama Gran Cruz de Real Orden del Mérito de Noruega.[18]
- España: Dama Gran Cruz de la Orden de Isabel la Católica.[19]
- Suecia: Comendador Gran Cruz de la  Orden de la Estrella Polar[20]

### Premios académicos
- 1981 – 1986 – Universidad de Georgetown, Washington D. C. Distinción en Exámenes Orales Integrales. Certificado especial por completar el programa de grado combinado BSFS/MSFS, magna cum laude, Premio a la Excelencia Académica. Cinco años en la lista de honores del decano.
- 1967 – 1981 – College Protestant Francais, Beirut, Líbano Premio de Excelencia.